# Червино (Италия)
Червино (итал. Cervino) — коммуна в Италии, располагается в регионе Кампания, в провинции Казерта.
Население составляет 5015 человек (2008 г.), плотность населения составляет 716 чел./км². Занимает площадь 7 км². Почтовый индекс — 81023. Телефонный код — 0823.
Покровителем населённого пункта считается святой San Vincenzo Ferreri.

## Демография
Динамика населения:

## Администрация коммуны
- Официальный сайт: http://www.comune.cervino.ce.it